# 富聖哲
富聖哲（韓語：부성철，1972年—）韓國電視劇導演。

## 作品列表

### 電視劇
- 2007年：SBS《說客》
- 2008年：SBS《明星的戀人》
- 2010年：SBS《我的女友是九尾狐》
- 2013年：SBS《張玉貞，為愛而生》
- 2013年：SBS《欲戴王冠，必承其重－繼承者們》
- 2015年：SBS《假面》
- 2016年：SBS《我們的甲順》
- 2018年：SBS《致親愛的法官大人》
- 2022年：tvN《Ghost Doctor》

### 電影
- 2000年：《棉花糖》

## 獲獎
- 2009年：第45屆百想藝術大賞－電視部門新人導演獎

## 外部連結
- NAVER （页面存档备份，存于）